# Euplassa itatiaiae
Euplassa itatiaiae är en tvåhjärtbladig växtart som beskrevs av Herman Otto Sleumer. Euplassa itatiaiae ingår i släktet Euplassa och familjen Proteaceae. Inga underarter finns listade i Catalogue of Life.